# Демешево
Демешево — упразднённый хутор в Белозерском районе Вологодской области России.
В рамках организации местного самоуправления с апреля 2009 до января 2022 гг. входил в Антушевское сельское поселение, с января 2006 до апреля 2009 гг. — в Бечевинское сельское поселение, в рамках административно-территориального устройства включался в Бечевинский сельсовет.
Расстояние по автодороге до районного центра Белозерска — 39 км.
По данным переписи в 2002 году постоянного населения не было.